# Біла леді

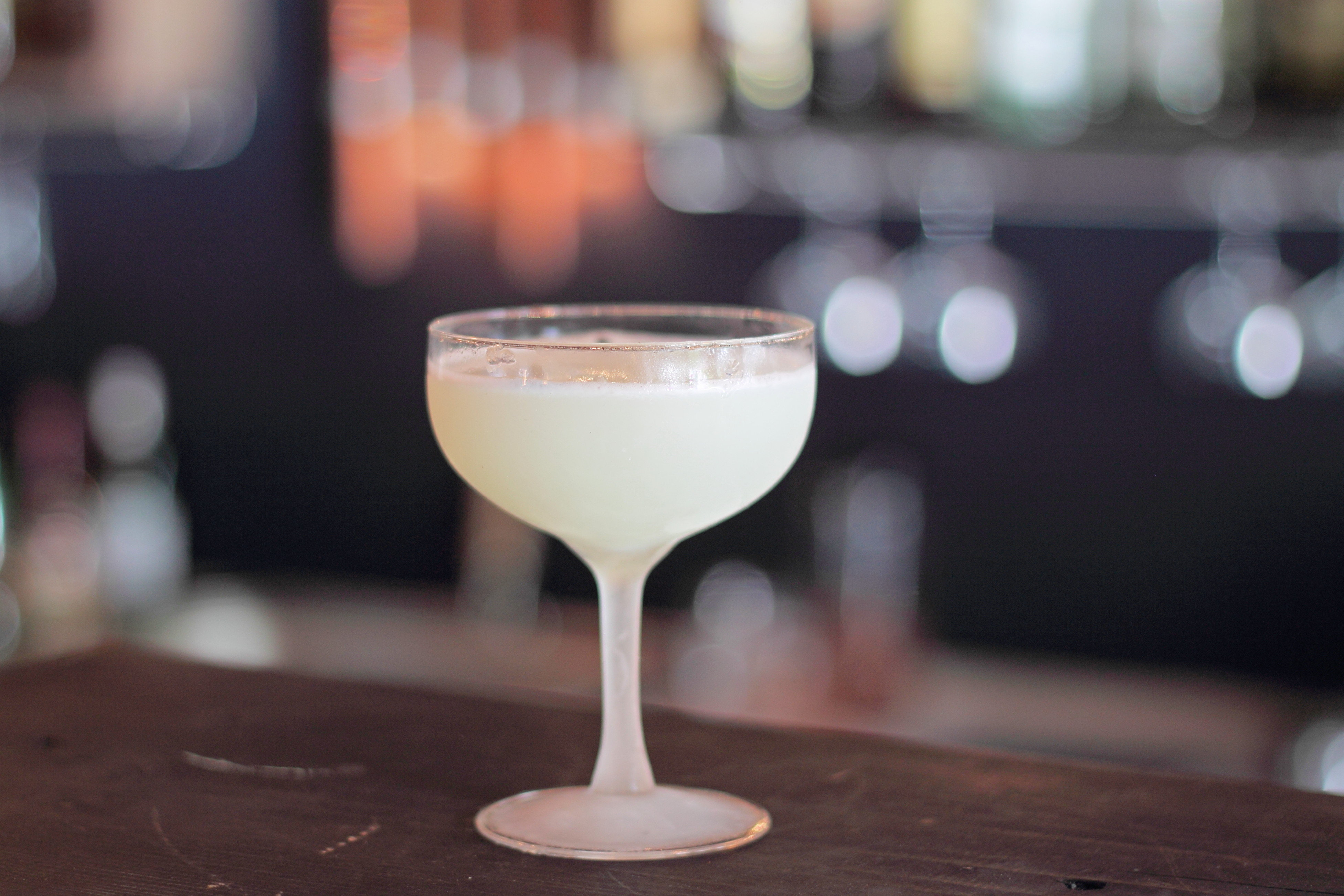

Біла леді (англ. White lady) — сауер коктейль на основі джина і лікеру Куантро або Трипл-сек. Термін сауер вказує на кислий сік цитрусових та наявність компонентів, які підсолоджують. Належить до офіційних напоїв Міжнародної асоціації барменів (IBA), категорія «Незабутні» (англ. The Unforgettables).

## Спосіб приготування
Склад коктейлю «White lady»:
- джин — 40 мл (4 cl),
- лікер Куантро — 30 мл (3 cl),
- лимонний сік — 20 мл (2 cl).